# آلیسا آندرسون
آلیسا آندرسون (به انگلیسی: Alyssa Anderson) (زادهٔ ۳۰ سپتامبر ۱۹۹۰) شناگر اهل ایالات متحده آمریکا است.